# Mal de l'espace
 Mise en garde médicale
On désigne sous le vocable de mal de l'espace ou syndrome d'adaptation à l'espace les symptômes variés que peuvent présenter les spationautes en impesanteur et qui sont liés à un phénomène de désorientation. Les symptômes les plus fréquents sont une désorientation, des nausées, des vomissements et une somnolence. Ce syndrome serait éprouvé par près de la moitié des astronautes durant leurs premiers jours de séjour dans l'espace.

## Histoire
Le premier à se plaindre d'un malaise en vol orbital fut le cosmonaute soviétique Guerman Titov, à bord de Vostok 2, lorsqu'il battit le record de la durée de vol dans l'espace en la portant à plus d'une journée le 6 août 1961[réf. nécessaire].
La moitié des spationautes sont victimes dans les premiers jours de vol de malaises principalement dus à la perte du sens de l'équilibre, qui trouve sa source dans la perturbation de l'oreille interne, dans un phénomène équivalent à celui du mal de mer. Comme pour le mal de mer également, ces malaises perturbent la digestion des astronautes et beaucoup d'entre eux cessent toute alimentation solide durant les deux ou trois premiers jours, par crainte de vomissements, dont les conséquences peuvent être particulièrement aggravées en impesanteur.
Avec l'apparition des stations spatiales (du type Skylab ou Saliout) qui offrirent de grands volumes de déplacement (alors que dans les premières capsules du type Mercury ou Vostok les spationautes restaient la plupart du temps sanglés à leur siège), le phénomène de désorientation s'amplifie et les nouveaux occupants de vastes complexes orbitaux comme Mir ou l'ISS commencent par s'y perdre et, faute de repères aussi basiques que « haut » et « bas », sont fréquemment victimes de nausées.

## Remède
Ces phénomènes disparaissent habituellement en quelques jours, voire une semaine, mais certains spationautes ne s'adaptent jamais et les subissent durant toute la durée du vol. Aucun facteur physiologique ou psychologique commun n'a encore été mis en évidence pour expliquer cette inadaptation.